# Axarco
El axarco, pronunciado [aˈxaɾko], es una unidad monetaria local que se empleó en la comarca La Axarquía,  en la parte oriental de la provincia de Málaga, España.
La Axarquía cuenta con el axarco, desde 1988, fecha en la que Antonio Gámez Burgos, natural de Vélez-Málaga, licenciado en Química, aficionado a las letras y la historia andaluza, en su afán de construir una comarca unificada, decidió crear la moneda del axarco, un nexo de unión entre todos los habitantes de la comarca. La iniciativa de Gámez está inspirada en la época árabe de Andalucía, cuando desde 1480 hasta 1490 el Zagal concedió a la Comarca la existencia de una moneda. A Gámez le surgió la idea en su época de diputado, en el que investigó  en profundidad la época árabe de la comarca. Toda la documentación y los inicios de la creación de la moneda se legaron al ayuntamiento de Benamocarra.
Tanto las monedas como los billetes de axarcos y axarquillos muestran la imagen del botánico y médico malagueño Abén el Beithar, quien introdujo el cultivo de los cítricos en la comarca de La Axarquía. Actualmente, es frecuente ver carteles en establecimientos en el que se especifica que se acepta el uso de la moneda axárquica, siendo más utilizada en los pueblos del interior. En cualquier caso, la mayoría de las monedas y billetes de axarco son guardados por coleccionistas, por lo que su circulación es muy limitada. 
El portavoz del GIPMTM (Grupo Independiente Pro-Municipio de Torre del Mar), Manuel Rincón, propuso en junio de 2007 la creación de un Patronato del Axarco en el ayuntamiento de Vélez-Málaga, que se encargue de su reinserción con el fin de promocionar el turismo en la comarca.
En noviembre de 2007 falleció Antonio Gámez. 

## Valor monetario
La moneda de la Axarquía tiene valor en sí misma al estar hecha de plata. En este sentido, el valor monetario de cada una de ellas se establece en relación con el peso en plata. De este modo, la de mayor valor es la que pesa 20 gramos de plata. Le siguen la de 10 euros, la de 4, denominada axarquillo, y la de 45 céntimos a la que se conoce como miajaxarquín.
Los billetes de axarco son cheques al portador con un valor en pesetas respaldados por una cuenta bancaria de lo que era la Caja de Ahorros Provincial de Málaga, ahora perteneciente a Unicaja.también se hicieron colecciones en bronce y en oro